# Феофано (супруга Льва VI Мудрого)
Феофа́но (Феофа́ния) (греч. Θεοφανώ; ? — 10 ноября 895 или 897) — первая жена византийского императора Льва VI Мудрого. Почитается православной церковью как святая блаженная царица, память совершается 16 декабря (по юлианскому календарю).

## Брак
Феофано стала женой шестнадцатилетнего Льва по результатам смотра невест, проведённого его родителями, императором Василием и Евдокией.

По обыкновению, в одной из зал Магнаврского дворца собрали дюжину девиц из самых красивых в империи. В ожидании прихода царя эти маленькие особы, очень возбуждённые, занялись тем, что пробовали отгадать, кто из них окажется счастливой избранницей. Одна афинянка, по словам летописца, «умевшая, благодаря обычаям своей страны, отгадывать будущее по приметам», предложила тогда в виде игры следующее странное испытание: все кандидатки должны были сесть на пол и каждая поставить перед собой свои башмаки; та из двенадцати, которая по данному знаку скорее всех встанет, обуется и первая успеет сделать красивый поклон, та и будет, наверно, императрицей. В то время, как они занимались этим упражнением, вдруг вошел царь. Первая поднявшаяся была некто Феофано, происходившая из знаменитой столичной патрицианской семьи Мартинаков; так как она была знатна, при этом очень красива и набожна, она понравилась Василию и жене его Евдокии — так оправдалась примета, пророчествовавшая ей трон.

С большим торжеством зимой с 881-го на 882 год Лев обвенчался с Феофано. Позднее он признавался, что женился не по своей воле, а только из страха перед отцом.

## Дальнейшая жизнь
Когда наследник престола Лев был оклеветан игуменом Сантаварином в заговоре на жизнь императора, то  провёл вместе с женой около трёх лет под домашним арестом. Незадолго до смерти император Василий освободил своего сына и вновь провозгласил наследником престола.
После гибели отца на охоте, Лев в 886 году стал византийским императором. Набожная Феофано же начала проявлять себя на духовном поприще:
| Между тем блаженная Феофания, вступившая после своего заключения в царскую жизнь, прилежно заботилась о своём душевном спасении, за ничто считая царскую славу и презирая, как сор и сон, сладость и суету житейскую. Она непрестанно и днём, и ночью, имела на устах своих псалмы, духовные песни и молитвы и всю жизнь свою проводила, угождая Богу и взыскуя Его делами милосердия. Она не заботилась о царском украшении своего тела, и если совне бывала одета с некоторым благолепием, то, с другой стороны, под одеждою, на теле, носила грубую власяницу, которою была умерщвляема плоть её. Жизнь её была постническая — она питалась простым хлебом и сушёною зеленью; обильные яства трапезы совершенно были изгнаны ею. Поступившие в её руки богатства и драгоценности были раздаваемы ею нуждающимся бедным и убогим, сиротам и вдовицам, драгоценные одежды и вещи отдавались им же. |

Лев к тому времени уже был видимо влюблён в Зою Заутцу, дочь начальника императорских телохранителей (она станет его второй женой после смерти Феофано). Несмотря на свою набожность, Феофано страдала от неверности мужа. Когда ей стало известно об отношении Льва к Зое, она пожаловалась свёкру — императору Василию. Лев позднее вспоминал об этом инциденте: «Придя к блаженному моему отцу, она возвела на меня клевету, будто я общаюсь с Зоей, дочерью Заутцы. Не внимая моим оправданиям и просьбам, он тотчас же выдрал меня за волосы и, бросив на землю, избивал и топтал ногами, пока я не стал обливаться кровью». Симеон Логофет сообщает о начале любовной связи Льва с Зоей в 889 году.
Смерть единственного ребёнка Феофании, малолетней Евдокии, в зиму 892 года ещё сильнее обострила и без того холодные отношения между супругами. Как призналась царица своему духовнику, отцу Евфимию: «нет у меня никого, кроме твоей святости, на кого бы я могла обратить свои взоры, кому бы я раскрыла печаль сердца и от кого получила бы утешение». Феофано приняла решение удалиться в монастырь, прилегающий к Влахернскому храму. При этом брак со Львом по настоянию её духовника расторгнут не был, в монастыре она жила, не принимая монашеского пострига.

## Кончина и почитание
«Близ Бога царице Феофание, добродетелей ради, стоиши блещащися»
Кончина Феофании последовала после болезни 10 ноября 895 или 897 года. О её смерти пишет Продолжатель Феофана:
Скончалась августа Феофано, царствовавшая двенадцать лет, провозглашенная чудотворной, явившая себя выше страсти ревности, кротко несшая возвышение Зои, жизнь совершившая в молитвах и делах милосердия.
Феофано была канонизирована вскоре после смерти, так как предание сообщает, что была она прославлена чудотворениями уже через несколько дней после кончины, что и обусловило её почитание. Императором Львом VI через несколько лет после смерти Феофано был построен храм в её честь рядом с церковью Двенадцати Апостолов.
Ныне её останки покоятся у южной стены Патриаршего собора в Фанаре.